# 格林 (电视剧)
《格林》（英語：Grimm）是一部美国黑色童话电视剧，本剧故事内容多取自格林童话，但与大部分人兒時读的格林童话有很大不同，故事被改寫為黑暗血腥的風格。本剧由David Greenwalt和Jim Kouf（《吸血鬼猎人巴菲》、《夜行天使》）以及Stephen Carpenter开发，于2011年10月28日在NBC電視台播出第一季（共22集）。
2012年3月16日，NBC官方宣布续订《格林》第二季（共22集）。
2013年4月26日，NBC官方宣布續訂《格林》第三季（共22集）
2014年3月19日，NBC官方宣布續訂《格林》第四季（共22集）
2015年2月5日，NBC官方宣布續訂《格林》第五季（共22集），6月24日開始拍攝，10月30日首播。
2016年8月29日，NBC官方宣布第六季為最後一季（共13集），於2017年1月6日開播。

## 简介
- 警探尼克·伯克哈特逐渐发现身边有少部分人突然会面部变形为异类，身患绝症的阿姨在去世前告知尼克是格林家族的后裔，而威森（Wesen，西班牙古語，譯為靈獸）在情绪激动时展现本来的面目；在第一集尼克认识了狼人钟表匠門羅（Monroe），而后成为朋友，后者对尼克提供了许多帮助。
- 第四季21集中成功驅逐附身在西恩·雷納德身上的開膛手-傑克的鬼魂；為恢復尼克·伯克哈特的格林身份而變身為女巫的朱麗葉·西爾佛頓聯合皇室誘殺了尼克·伯克哈特的母親凱莉·伯克哈特（Kelly·Burkhardt，瑪麗·伊莉莎白·馬斯楚托尼奧（Mary Elizabeth Mastrantonio） 飾演）。

## 剧中生物
该劇劇中每一集都与不同的生物有關。下表是劇中出現的生物。

### 重要生物
主要為經常提供主角協助的重要友方，以及經常出現的重要性敵方。
- 血狼人（又譯作血怪）

血狼人是一種長的像狼的生物，屬於格林生物犬科狼人族的其中一個分支，是本劇中出現過最多次的生物。門羅就是最好的例子。血狼人只要看到紅色的事物就會變形，並有著神奇的嗅覺。他們身上的弱點在下背部，接近腰椎神經群的區域。牠們群聚在一起就會變的很兇猛。血狼人在進食後會變的很虛弱，所以會先把獵物關著，利用虛弱期來養獵物。
- 狐妖
- 海狸怪（德語：Eisbiber）
- 術獸（男巫獸）（德語：Zauberbiest）
- 巫獸（女巫獸）（德語：Hexenbiest）
- 獵犬怪（德語：Hundjager）

### 次要生物
- 羊人
- 蜂人
- 清理鼠（德語：Reinigen）
- 猪妖
- 食人魔（日語：じょろうぐも）
- 禿鷹怪（德語：Geier）
- 食人蛛（德語：Spinnetod）
- 胆怯鼠（德語：Mauzhertz）
- 熊怪
- 蛇妖
- 狮人
- 金雕
- 豺狼
- 火龍魔（Daemonfeuer）
- 野猫精（德語：Klaustreich）
- 知更鸟（德語：Seltenvagel）
- 犀牛怪（德語：Dickfellig）
- 利齿鳄（德語：Skalenzahne）
- 蜥蜴怪（德語：Skalengeck）
- 巨山怪（德語：Hasslich）
- 蝙蝠怪（德語：Murcielago）
- 大腳狼人（德語：Wildermann）
- 劍齒虎（德語：Mauvais Dentes）
- 土狼人（德語：Coyotl）
- 海馬怪（德語：Nuckelavee）
- 刺蝟怪（德語：Stangebar）
- 綿羊怪（德語：Seelengut）
- 眼鏡蛇（德語：Konigschlange）
- 獾怪
- 龜怪
- 哭泣的女人（西班牙語：La Llorona）
- 紫豹怪（德語：Balam）
- 水蛭怪（德語：Lebensauger）
- 食人雪怪（德語：Wendigo）
- 貓頭鷹怪（德語：Scharfblicke）
- 黑蠅怪（德語：Jinnamuru Xunte）
- 綠矮狐妖（德語：Fuchsteufelwild）
- 火山巨怪（德語：Volcanalis）
- 公牛怪（德語：Taureus-Armenta）
- 螢光怪（德語：Gluhenvolk）
- 掠鷹怪（德語：Raub-Kondor）
- 精靈人（德語：Musai）
- 海獺怪（德語：Luisant-Pecheur）
- 河豚怪（德語：Cracher-Mortel）
- 醫怪

## 劇中寄生蟲
惡魔之眼（德語：Eukaryotic）
惡魔之眼是一種單細胞真核生物,感染後將引發鬼畜（德語：Geistertier）這種反應

## 开发和制作
2011年1月NBC宣布他们订购了一部名为的电视剧试播集。David Greenwalt和Jim Kouf一同编写试播集的剧本，并由Marc Buckland执导试播集，试播集于同年三月份在俄勒冈州波特兰市拍摄。2011年5月NBC正式预订本剧。
2011年9月30日NBC宣布将格林的首播日期推迟一个星期，推后到2011年10月28日首映以让时间更接近万圣节。在播放了三集后NBC追加本剧两集剧本，2011年11月21日NBC宣布预订全季。

## 评价

### 收视率
NBC近年陷入低谷，本剧开播前受关注一般但是播出后在周五档保住了1.5的收视率，对于NBC而言十分不错；其后几集表现的也十分稳定；在播出第四集后NBC于2011年11月21日官方宣布全季预订，第一季将有22集。
| 季度 | 播放时间（ET）                                                                     | 集数 | 该季度第一集 | 该季度第一集            | 该季度大结局 | 该季度大结局            | 年份段    | 排名 | 收视人数 （单位：百万） |
| 季度 | 播放时间（ET）                                                                     | 集数 | 日期         | 收视人数 （单位：百万） | 日期         | 收视人数 （单位：百万） | 年份段    | 排名 | 收视人数 （单位：百万） |
| ---- | ---------------------------------------------------------------------------------- | ---- | ------------ | ----------------------- | ------------ | ----------------------- | --------- | ---- | ----------------------- |
| 1    | 週五 晚上9:00                                                                      | 22   | 2011/10/28   | 6.56                    | 2012/5/18    | 5.10                    | 2011–2012 | #89  | 6.35                    |
| 2    | 周一 晚上10:00 (第1 - 4集) 週五 晚上9:00 (第5 - 18集) 週二 晚上10:00 (第19 - 22集) | 22   | 2012/8/13    | 5.64                    | 2013/5/21    | 4.99                    | 2012–2013 | #61  | 6.95                    |
| 3    | 週五 晚上9:00                                                                      | 22   | 2013/10/25   | 6.15                    | 2014/5/16    | 5.34                    | 2013–2014 | #52  | 7.97                    |
| 4    | 週五 晚上9:00 (第1 - 13集) 週五 晚上8:00 (第14 - 22集)                             | 22   | 2014/10/24   | 5.28                    | 2015/5/15    | 4.74                    | 2014–2015 | #65  | 6.98                    |
| 5    | 週五 晚上9:00                                                                      | 22   | 2015/10/30   | 4.04                    | 2016/5/20    | 4.03                    | 2015–2016 | #76  | 5.97                    |
| 6    | 週五 晚上8:00                                                                      | 13   | 2017/1/6     | 4.49                    | 2017/3/31    | 4.33                    | 2017      | 待定 | 待定                    |

## 获奖情况
| 年度 | 奖项             | 类别               | 提名对象                     | 结果 |
| ---- | ---------------- | ------------------ | ---------------------------- | ---- |
| 2012 | 艾美奖创意艺术奖 | 最佳特技协调       | 格林（“Woman in Black”一集） | 提名 |
| 2012 | 人民选择奖       | 喜欢的电视网电视剧 | 格林全体剧组                 | 提名 |

## 播放情况
此外除了美国还有以下国家或地区正在播放或即将播放格林，其中加拿大的CTV和美国同步播放。
| 国家/地区 | 电视台(网)          | 首播日期       | 播放时间           |
| --------- | ------------------- | -------------- | ------------------ |
| 阿根廷    | Universal Channel   | 2011年11月21日 | 星期一 下午9:00    |
|           | Fox8                | 2012年1月4日   | 星期三 晚上8时30分 |
| 巴西      | Universal Channel   | 2011年11月21日 | 星期一 下午9:00    |
| 希腊      | Universal Channel   | 2012年1月16日  |                    |
| 墨西哥    | Universal Channel   | 2011年11月21日 | 星期一 下午9:00    |
| 秘魯      | Universal Channel   | 2011年11月21日 | 星期一 下午10:00   |
| 加拿大    | CTV                 | 2011年10月28日 | 星期五 下午9:00    |
| 瑞典      | TV6                 | 2011年11月17日 | 周四 下午8:00      |
| 丹麦      | TV3+                | 2012年1月16日  | 星期一 下午10:00   |
| 葡萄牙    | Syfy                | 2012年1月19日  | 周四 下午10:15     |
| 西班牙    | Calle 13            | 2012年1月23日  | 星期一 下午10:00   |
| 英国      | Watch               | 2012年2月13日  | 星期一 下午9:00    |
| 荷蘭      | RTL 5               |                |                    |
| 香港      | Netflix             | 2017年3月1日   |                    |
| 臺灣      | Netflix             | 2017年3月16日  |                    |
| 亚洲      | 環球影劇頻道 (亞洲) | 2012年年初     |                    |